# Benz Patent-Motorwagen Nummer 3

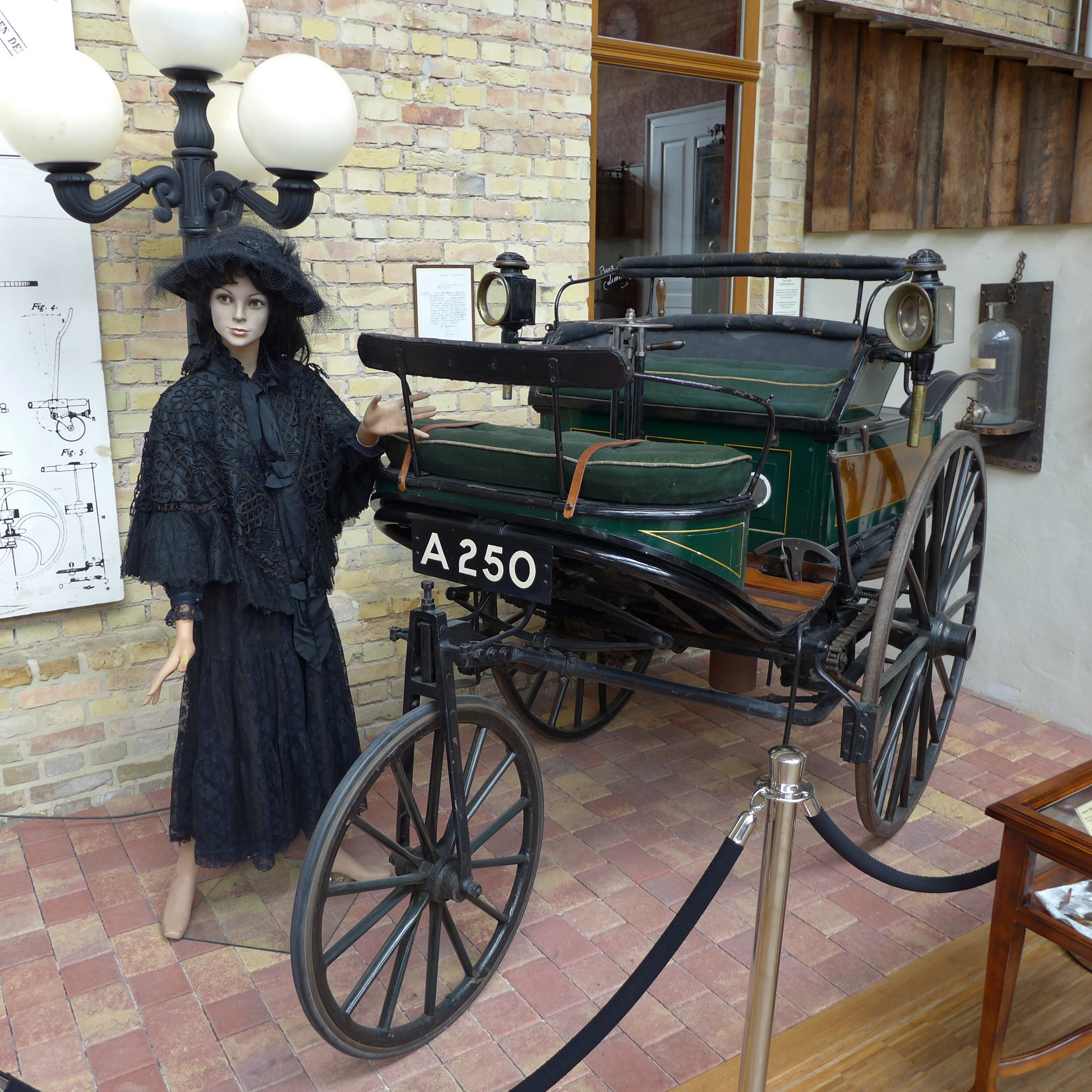
Benz Patent-Motorwagen Nummer 3 im Automuseum Dr. Carl Benz

Der Benz Patent-Motorwagen Nummer 3 war das erste Fahrzeug von Carl Benz, das zum Verkauf angeboten wurde. Er war eine Weiterentwicklung des ersten Modells.

## Unterschiede zum Patent-Motorwagen Nummer 1
Verbesserungen aus den Erprobungen flossen ständig in die Serie ein, sodass nahezu kein Exemplar dieses Typs einem anderen genau entspricht.
So wurde der Einzylindermotor mehrfach vergrößert, von 954 cm³ (0,9 PS) bei Nummer 1 über 1045 cm³ (1,5 PS), 1660 cm³ (2,5 PS) bis auf 1990 cm³ (3 PS). Ab 1888 wurde das bisher liegende Schwungrad stehend eingebaut. Zur gleichen Zeit wurde der Einlassschieber durch ein automatisches Einlassventil (Schnüffelventil) ersetzt.
Das Getriebe hatte jetzt zwei Vorwärtsgänge und das Vorderrad war gefedert. Der Radstand wuchs um 125 mm und anstatt der Drahtspeichenräder wurden Holzspeichenräder verwendet. Das Gewicht stieg auf 360 kg, die Höchstgeschwindigkeit auf 20 km/h.
Der Zweisitzer hatte ein Halbverdeck, war auf Wunsch mit einer Notsitzbank lieferbar und kostete 3000 Goldmark.

## Die Ausfahrt von Bertha Benz
Berühmt wurde die erste Überlandfahrt eines Patent-Motorwagen Nummer 3 mit zusätzlicher vorderer Sitzbank. Ohne das Wissen ihres Ehemannes bestieg Bertha Benz Anfang August 1888 zusammen mit ihren Söhnen Eugen und Richard das Automobil und fuhr die 106 km lange Strecke von Mannheim über die Zwischenstationen Wiesloch (wo sie in der Stadtapotheke Ligroin tanken musste), und Mingolsheim nach Pforzheim. Die Rückfahrt erfolgte drei Tage später über Bauschlott, Bretten, Bruchsal und Schwetzingen. Seit 2008 erinnert die Bertha Benz Memorial Route an jene Pionierfahrt. Dieser erste Leistungstest führte nicht nur zu weiteren Verbesserungen an der Konstruktion des Wagens, so wurde zur Bewältigung der Steigungen ein zusätzlicher Berggang eingebaut, sondern auch zum erhofften wirtschaftlichen Erfolg des Modells.

## Verbleib des Wagens von Bertha Benz
Der Patent-Motorwagen Nummer 3, den das Science Museum in London um 1913 für nur 5 Pfund Sterling aus Privatbesitz erstand, ist mit sehr hoher Wahrscheinlichkeit der Wagen von Bertha Benz. Auf jeden Fall ist es das älteste komplett erhaltene Automobil der Welt, da der im Münchener Deutschen Museum stehende Benz Patent-Motorwagen Nummer 1 um 1900 wiederaufgebaut wurde. Von 2009 bis 2016 stand der Wagen Nummer 3 aus dem Londoner Science Museum als vorübergehende Leihgabe im Automuseum Dr. Carl Benz in Ladenburg, wurde jedoch inzwischen wieder nach London verbracht.

## Vierrad-Umbau

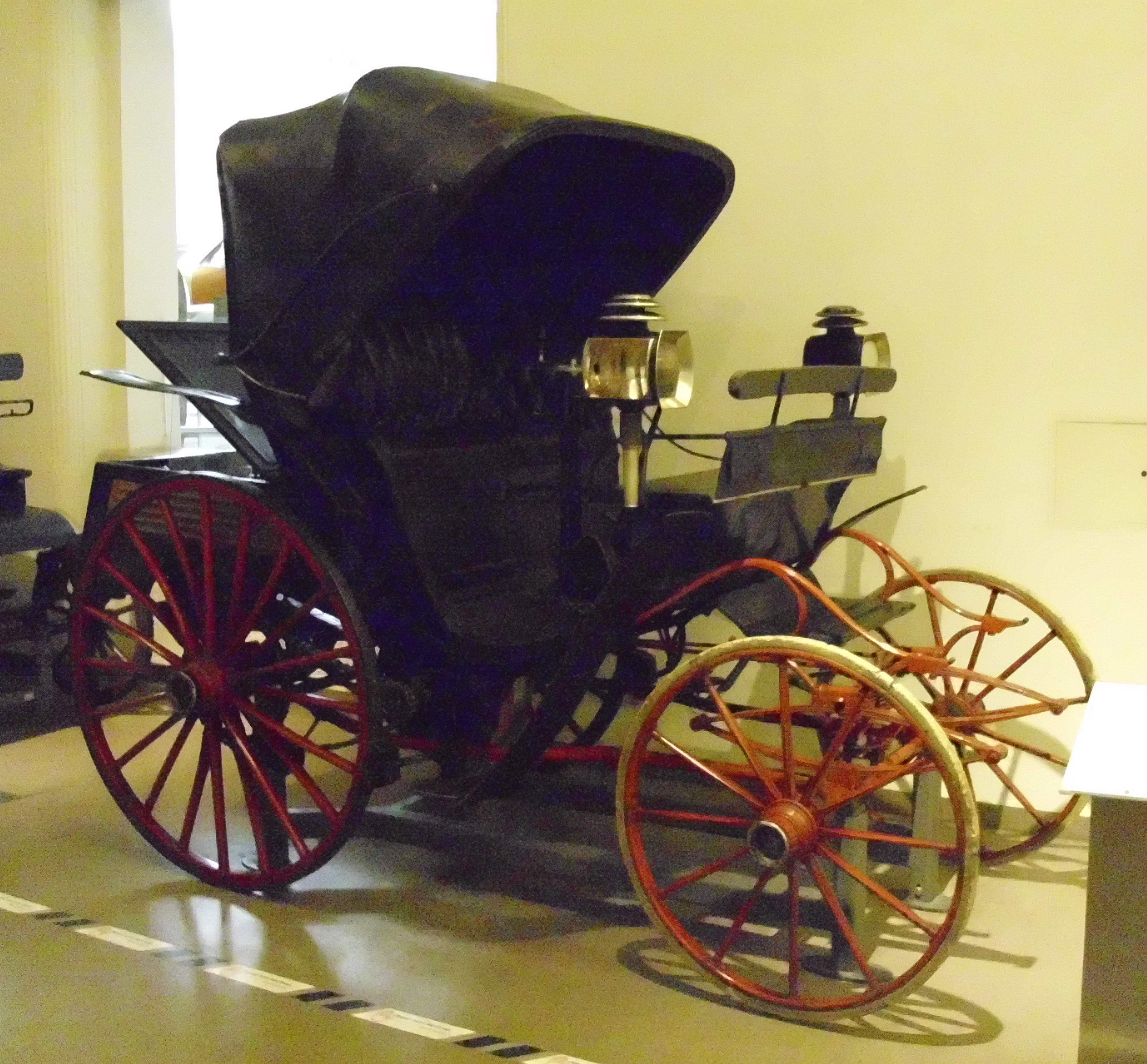
Benz Patent-Motorwagen Nummer 3 als Vierradwagen

Der Maler Eugen Zardetti erhielt am 28. Februar 1893 ein Dreirad dieses Typs mit der Fabrikationsnummer 24. Er ließ das Fahrzeug 1898 vom Kutschenhersteller Theodor Anwander zu einem Vierradwagen umbauen. Dieses Fahrzeug ist erhalten geblieben und gehört zur Sammlung des Technischen Museums Wien.

## Technische Daten
|                       | Benz Patent-Motorwagen Nummer 3 | Benz Patent-Motorwagen Nummer 3 | Benz Patent-Motorwagen Nummer 3 |
| --------------------- | --- | --- | --- |
| Motor                 | Einzylinder-Viertaktmotor mit großem waagerechtem (ab 1888 senkrechtem) Schwungrad, liegend im Heck eingebaut                                       | Einzylinder-Viertaktmotor mit großem waagerechtem (ab 1888 senkrechtem) Schwungrad, liegend im Heck eingebaut                                       | Einzylinder-Viertaktmotor mit großem waagerechtem (ab 1888 senkrechtem) Schwungrad, liegend im Heck eingebaut                                       |
| Hubraum               | 1045 cm³ | 1660 cm³ | 1990 cm³ |
| Bohrung × Hub         | 110 × 110 mm | 115 × 160 mm | 130 × 150 mm |
| Leistung bei 1/min    | 1103 W (1,5 PS) bei 500 | 1839 W (2,5 PS) bei 500 | 2206 W (3 PS) bei 500 |
| Gemischaufbereitung   | Benz Oberflächenvergaser | Benz Oberflächenvergaser | Benz Oberflächenvergaser |
| Ventilsteuerung       | 1 Einlass-Gleitschieber (ab 1888 Einlassventil), 1 stehendes Auslassventil gesteuert über Exzenterstange, Nockenscheibe, Kipphebel und Stößelstange | 1 Einlass-Gleitschieber (ab 1888 Einlassventil), 1 stehendes Auslassventil gesteuert über Exzenterstange, Nockenscheibe, Kipphebel und Stößelstange | 1 Einlass-Gleitschieber (ab 1888 Einlassventil), 1 stehendes Auslassventil gesteuert über Exzenterstange, Nockenscheibe, Kipphebel und Stößelstange |
| Getriebe              | Losscheibe und zweistufige Festscheibe, 2-Gangschaltung durch Verschieben des Riemens zwischen den Scheiben mittels Handhebel, Hinterradantrieb     | Losscheibe und zweistufige Festscheibe, 2-Gangschaltung durch Verschieben des Riemens zwischen den Scheiben mittels Handhebel, Hinterradantrieb     | Losscheibe und zweistufige Festscheibe, 2-Gangschaltung durch Verschieben des Riemens zwischen den Scheiben mittels Handhebel, Hinterradantrieb     |
| Radaufhängung vorn    | 1 Vorderrad-Steuergabel, kleine Vollelliptikfeder quer                                                                                              | 1 Vorderrad-Steuergabel, kleine Vollelliptikfeder quer                                                                                              | 1 Vorderrad-Steuergabel, kleine Vollelliptikfeder quer                                                                                              |
| Radaufhängung hinten  | Starrachse, Vollelliptikfeder | Starrachse, Vollelliptikfeder | Starrachse, Vollelliptikfeder |
| Lenkung               | Zahnstangenlenkung, Lenkkurbel in Wagenmitte | Zahnstangenlenkung, Lenkkurbel in Wagenmitte | Zahnstangenlenkung, Lenkkurbel in Wagenmitte |
| Spurweite hinten      | 1190 mm | 1190 mm | 1190 mm |
| Radstand              | 1575 mm | 1575 mm | 1575 mm |
| Leergewicht           | 360 kg | 360 kg | 360 kg |
| Höchstgeschwindigkeit | 20 km/h | 20 km/h | 20 km/h |
| Preis                 | 3.000 ℳ (Zweisitzer mit Halbverdeck) | 3.000 ℳ (Zweisitzer mit Halbverdeck) | 3.000 ℳ (Zweisitzer mit Halbverdeck) |